# 모래놀이

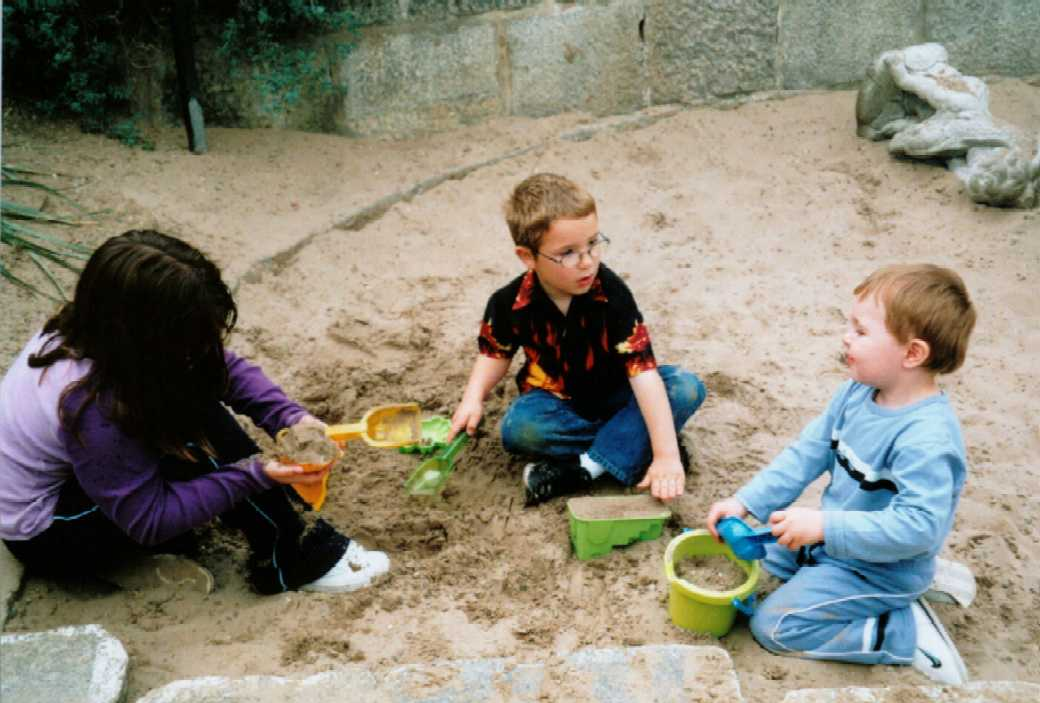
모래놀이를 하는 아이들

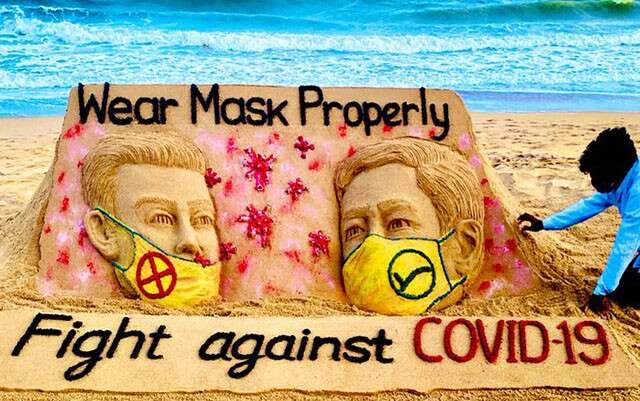
코로나19 범유행 시기의 샌드 아트

모래놀이는 모래사장 등에서 모래를 파거나 모래를 이용하여 건물이나 지형을 만들며 노는 것이다. 이 놀이로 조각 등을 만들어 샌드 아트라고 하는 예술 활동으로 발전하기도 한다.

## 같이 보기
- 사장